# HD128359
HD128359 — хімічно пекулярна зоря спектрального класу
F3 й має видиму зоряну величину в смузі V приблизно  9,6.